# 에이트맨
《에이트맨》(일본어: エイトマン 에이토만[*])은 히라이 카즈마와 구와타 지로가 연재한 일본의 SF 만화이다. 이를 기반으로 제작된 일본의 텔레비전 애니메이션과 해당 작품의 주인공 이름이기도 하다. 만화는 일본의 《주간 소년 매거진》에서 1963년 20호부터 1965년 13호까지 연재되었다. TV 애니메이션은 1963년 11월 7일부터 1964년 12월 31일까지 일본 TBS에서 총 56화 분량으로 방송됐다. 원작 만화의 명칭은 '8맨' (8マン)이지만 애니메이션에서는 '에이트맨' (エイトマン)으로 표기하였다.
에이트맨의 본명은 아즈마 하치로 (東八郎)로, 경시청에 근무하는 형사였으며 흉악범 덴덴무시 (デンデン虫)의 모략에 빠져 죽음을 맞이하였다 (애니판에서는 차에 치여 죽음). 하지만 과학자 타니 호이 (谷方位)에 의해 슈퍼 로봇의 전자두뇌에 인격과 기억이 이식되어, 경시청 형사과의 7개 수사반 중 어느 곳에도 속하지 않는 여덟번째 형사, 일명 '에이트맨'이 된 것이었다. 평상시에는 멋진 양복 차림의 사립탐정 이즈마 하치로로 지내다, 일이 터져 다나카 과장으로부터 호출을 받으면 에이트맨으로 변신해 수많은 적과 사건에 맞서 싸운다.
에이트맨의 신체는 타니 박사가 해외에서 들여온 전투용 로봇 08호다. 고망간강철 소재로 된 본체와 초음파도 탐지할 수 있는 귀, 벽을 투시할 수 있는 투시장치가 달린 눈, 최고시속 3000km/h로 달릴 수 있는 능력이 탑재되어 있으며, 우라늄 원자력을 동력원으로 삼고 있다. 만화판에서는 눈에서 적외선을 쏘는 설정도 소개되어 있다. 하지만 전자두뇌와 초소형원자로의 과열을 억제하기 위해서 벨트 고리에 달린 담배형 냉각제 (강화제)를 정기적으로 복용해야 하며, 가끔씩 미처 복용하지 못하고 위기에 빠지는 경우도 있다.
그리고, 유튜브의 장삐쭈에서는 봉팔맨이라고 소개되었다.